# Wiesław Lang
Andrzej Wiesław Lang (ur. 18 czerwca 1928 we Lwowie, zm. 31 grudnia 2012 w Toruniu) – polski prawnik, profesor nauk prawnych, specjalista w zakresie filozofii i teorii prawa.

## Życiorys
W 1951 ukończył studia na Wydziale Prawa Uniwersytetu Jagiellońskiego. Tam też, w 1958 roku obronił doktorat. Tematem rozprawy było Obowiązywanie prawa, a promotorem Kazimierz Opałek. W 1965 uzyskał habilitację na podstawie rozprawy Struktura kontroli prawnej organów państwowych Polskiej Rzeczypospolitej Ludowej. 
W 1965 związał się z Toruniem, gdzie w latach 1965–1998 kierował Katedrą Teorii Państwa i Prawa na Wydziale Prawa i Administracji Uniwersytetu Mikołaja Kopernika. W latach 1987–1991 był dyrektorem Instytutu Nauk Prawno-Ustrojowych, a od 1966 do 1969 pełnił funkcję prodziekana Wydziału Prawa i Administracji UMK. Tytuł profesora nadzwyczajnego uzyskał w 1975 roku, od 1987 – profesor zwyczajny. Od 1998 był na emeryturze. 
Członek Komitetu Nauk Prawnych Polskiej Akademii Nauk, Centralnej Komisji ds. Tytułu Naukowego i Stopni Naukowych. W latach 1974–1978 zasiadał w Komisji Legislacyjnej przy Prezesie Rady Ministrów. 
W 2005 za wybitne osiągnięcia w działalności społecznej odznaczony Krzyżem Kawalerskim Orderu Odrodzenia Polski. Był odznaczony także Medalem Komisji Edukacji Narodowej oraz medalem „Za zasługi położone dla rozwoju Uczelni”. 
Został pochowany na Centralnym Cmentarzu Komunalnym w Toruniu.

## Wybrane publikacje
- Religia, etyka i obyczajowość w krajach skandynawskich (1961)
- Z zagadnień nauki o normie prawnej  (1961, współautor)
- Struktura kontroli prawnej organów państwowych Polskiej Rzeczypospolitej Ludowej: studium analityczne z zakresu ogólnej teorii kontroli prawnej (1963)
- Laicyzacja kultury (1964)
- Obowiązywanie prawa (1964)
- Teoria prawa (1972)
- Teoria państwa i prawa (1979, wspólnie z Jerzym Wróblewskim i Sylwestrem Zawadzkim, ISBN 83-01-00502-5)
- Sprawiedliwość społeczna i nieposłuszeństwo obywatelskie w doktrynie politycznej USA (1984, wspólnie z Jerzym Wróblewskim, ISBN 83-01-04930-8)
- Współczesna filozofia i teoria prawa w USA (1986, wspólnie z Jerzym Wróblewskim, ISBN 83-01-06723-3)
- Prawo i moralność (1989, ISBN 83-01-08825-7)
- Prawne problemy ludzkiej prokreacji (2000, redakcja pracy zbiorowej, ISBN 83-7174-525-7)